# 跑车

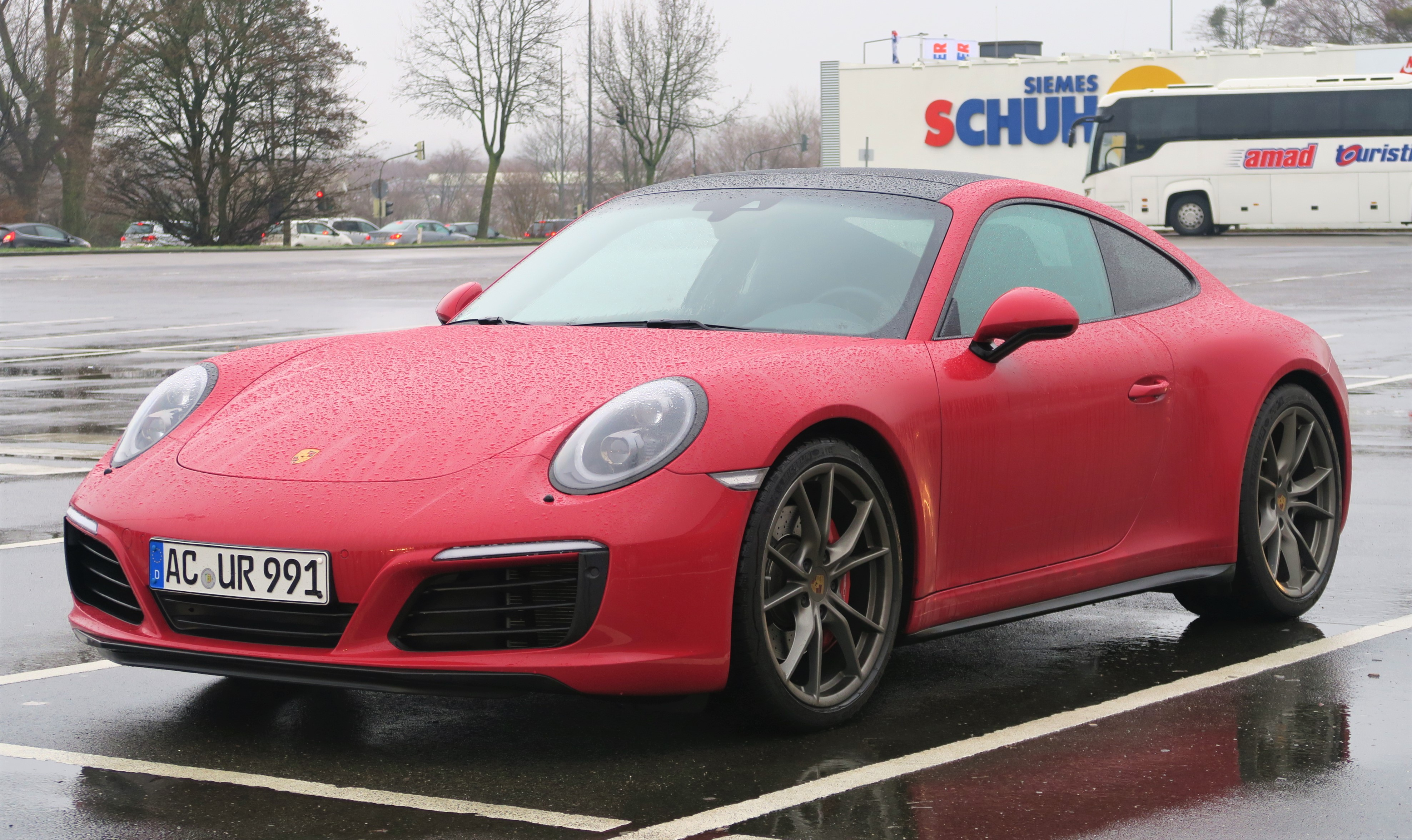
保時捷911

跑車（Sports Car）是一種以高性能為特征的汽車種类，最初單單是指賽車運動中的高性能汽车，但現時更常指在轎車中性能超卓的類型。跑車很多時侯都是一家汽車品牌旗下性能最佳的車款，因此一家汽車工廠出产的跑車經常被用作檢驗該家汽車工廠的技術研發水平。
早在上世紀初，跑車已出现於未來主義藝術作品中。美国是世界第一个把汽车普及的国家，最早的跑車亦出现於美國，福特T型車雙座和開篷版本可能是最早的跑車。早期的跑車主要是靠增大排氣量與減輕車重來提高功率和速度，機械和其他轎車無異。戰前英國跑車工业主要有阿斯頓·馬丁、賓利、積架、MG等四家老廠，賓利在1926年首次以「超跑」為名宣傳新車，賓利男孩多次揚威國際賽車場上。義大利的ITALA公司推出了一種比T型車快逾一倍的GRAND PRIX車，其特殊構造和高粍油的特性，成為了公路車與職業賽車的分水嶺。戰前德國幾家老廠都分別已推出自己的跑車，其中舊寶馬328更是世界第一款流線型低風阻的跑車。而後來對跑車影響最大的著名技師，奔馳的斐迪南·保時捷和愛快的恩佐·法拉利都塹露頭角了。日本政府對於成立汽車工廠的審批嚴格，而且對於汽車工業的監管程度較高，令日本的獨立跑車車廠難以生存，日本跑車幾乎都是汽車大廠屬下的賽車部門研發出產。80年代在日本跑車性能一度領先世界時，日本跑車工業卻受到「280君子協定」的限制，規定日本國內發售的轎車馬力不得超過280匹，變相限制了日本跑車的發展，日本跑車幾乎一度絕跡，到了2005年協定才被取消。直到2010年代，日系跑車才出現新的車款。韓國戰後汽車工業有長足的發展，到漢江奇蹟後汽車工業更發展到外銷的地步，有相當成熟的汽車工業。1988年現代汽車推出旗下第一款跑車Scoupe。
當代跑車的引擎能有強悍的引擎輸出，同時配備優秀的懸吊系統和制動系統，而且車身設計符合空氣動力學降低風阻係數的要求。除此以外，跑車都很強調輕量化，以提高馬力重量比，現時很多跑車都應用了碳纖維材料。跑車的性能標準是賽道圈速，直路極速、直路加速度，以及操縱的靈敏性。現時車壇上其中一个較著名的標準是紐柏林賽道成绩。測試的方式是在同一段賽道上測試圈速。超級跑車的標準是紐柏林賽道圈速在8分鐘以內，現時的超級跑車極速超過每小时300公里，由零至時速100公里加速時間少於4秒。

## 定義
跑車是指高性能汽車。在1919年的時代周刊發明了Sports car一詞，指的是追溯到一戰前的賽車運動中的高性能汽车。

## 分類和標準
跑車從車體風格可以分为單廂跑車（Sports Coupe）、敞篷跑車（Sports Convertible），和轎跑車（兩廂跑車）（Sports Sedan）三種。跑車起初僅為單廂設計，即雙門雙座的純種跑車。而有兩個車門和四個座位的兩廂設計，稱為轎跑車或高性能轎車。現時部份單廂跑車已採用2+2式的兩廂設計，配備了兩個空間較狹窄的後座位，因此很多時侯也被歸類成轎跑車的一种，而現時也有些高性能轎車有四度車門。跑車的內裝多是富有運動感，而奢華舒適的配備相對較少，如果跑車設有奢華舒適的配備，稱為Grand Tourer（簡稱GT），例如賓士SLR McLaren以及法拉利599 GTB。
跑車按性能分類為小型跑車、中檔跑車，和超級跑車。如果一款跑車在紐柏林賽道做出的圈速達到8分鐘以內，一般而言該款跑車便会被媒体稱為「超級跑車」（Super Sports Car），其他超級跑車的指标包括極速超過每小时300公里、由零至時速100公里加速時間少於4秒等等。
除了傳統的向高速發展外，最近趨勢一是擁有高通行能力和廣範適應性的跑旅，二是適應環保需要的高性能化新能源汽車。

## 製車技術史沿革

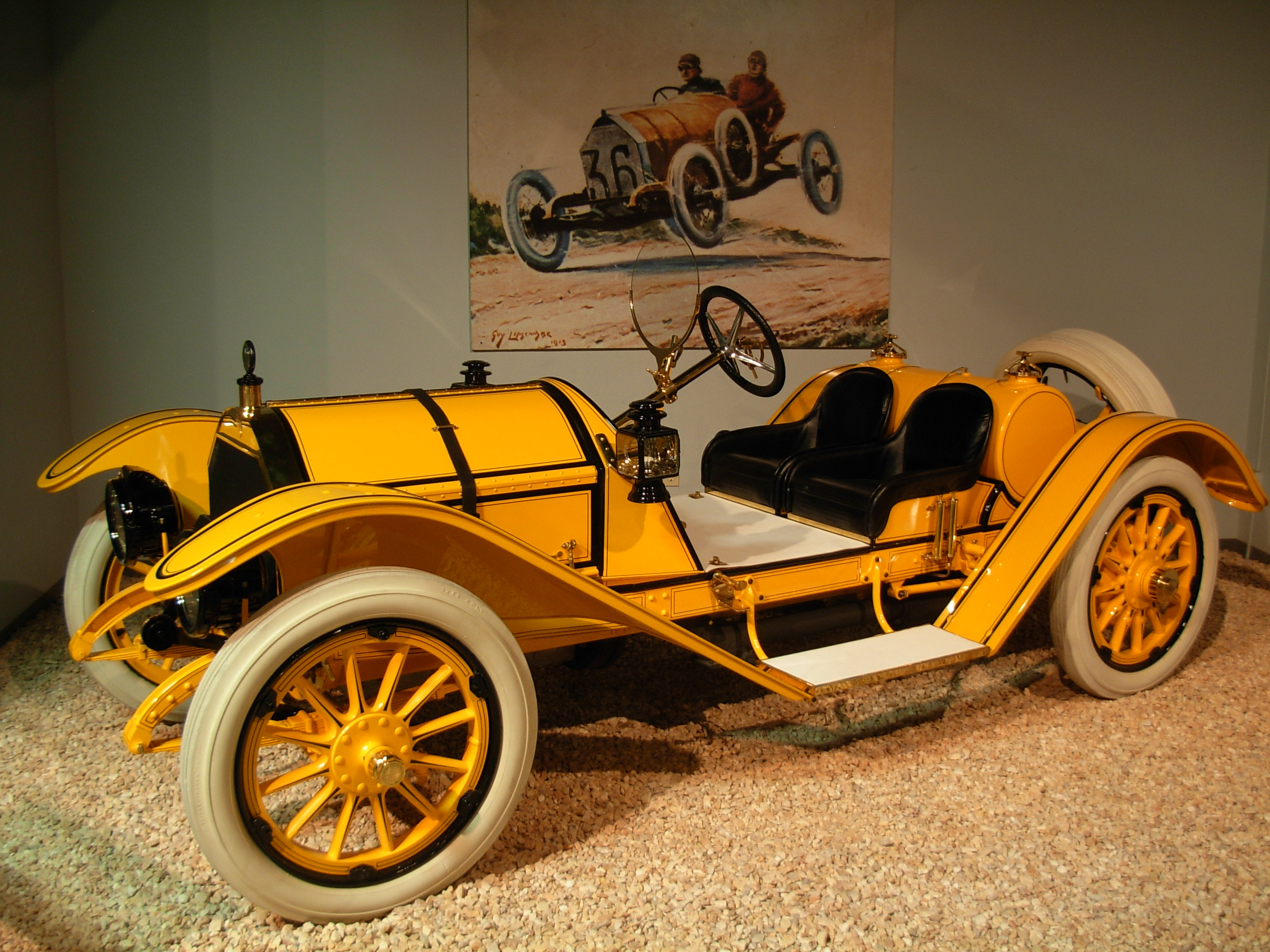
1913 Mercer Series J, Type 35 Raceabout

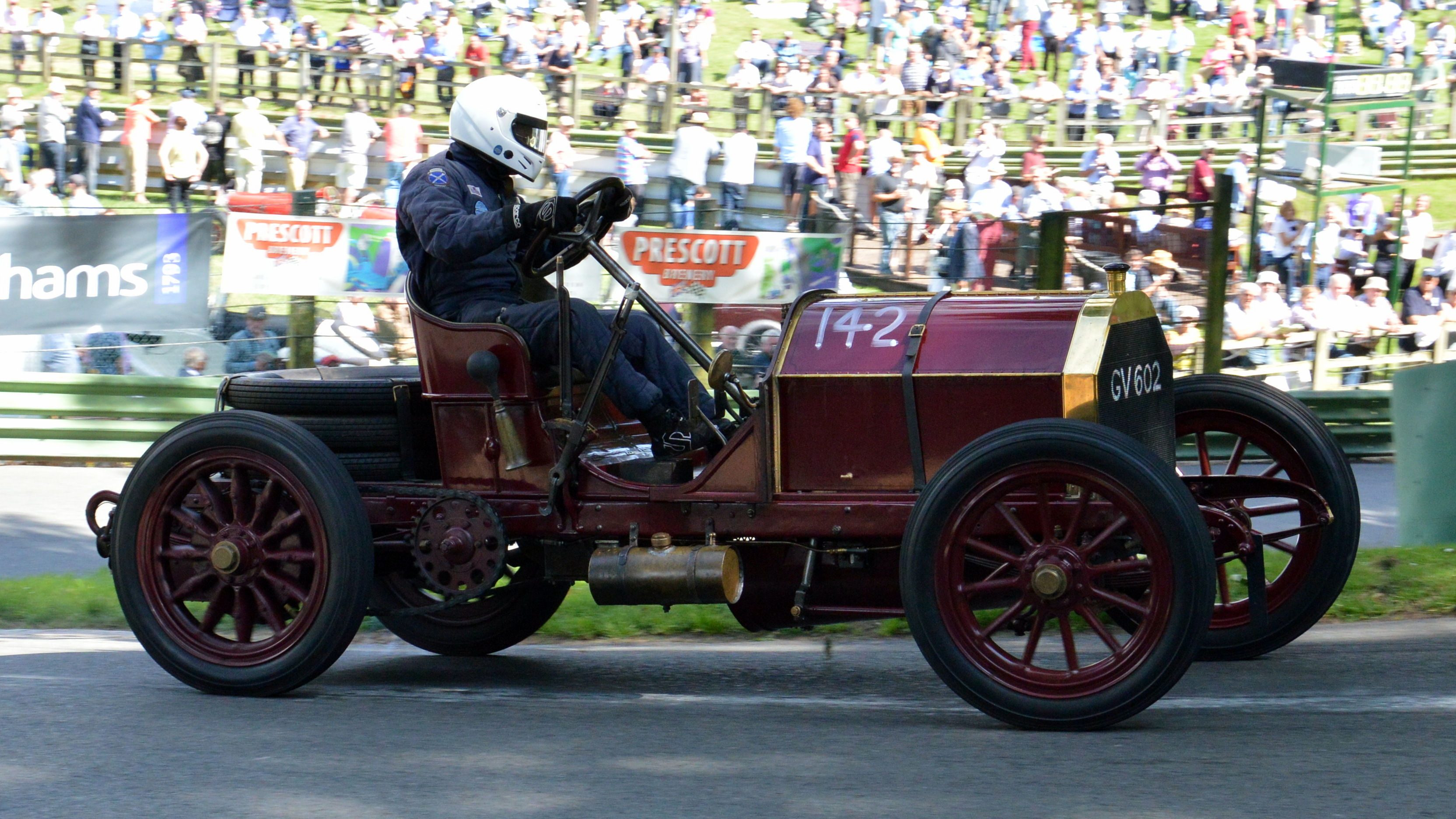
1903 Mercedes 60HP

早在上世紀初的未來主義藝術便在描寫跑車，而最早的跑車風格則出现於美國。在1919年的時代周刊發明了Sports car一詞，指的是追溯到一戰前的賽車運動中的高性能汽车。福特T型車雙座和開篷版本可能是最早的跑車。當時的跑車主要是靠增大排氣量與減輕車重來提高功率和速度。美國因為汽油價格平易，所以偏於龐大豪華的轎跑車和高性能轎車，稱為肌肉車和小馬車。法國是賽車運動的發源地，布佳迪、Amilcar、Delahaye、Avions Voisin、Talbot-Lago等車企也生產過跑車。義大利的ITALA公司推出了一種比T型車快逾一倍的GRAND PRIX車，其特殊構造和高粍油的特性，成為了公路跑車與職業賽車的分水嶺。
歐洲車壇跑車主要是英德義三國的開始的。戰前英國跑車工业主要有阿斯頓·馬丁、賓利、積架、MG等四家老廠。賓利在1926年首次以「超跑」為名宣傳新車，賓利男孩多次揚威國際賽車場上。戰前德國的平治、寶馬、奧迪、歐寶、寶沃，義大利的愛快羅密歐、瑪莎拉蒂、快意、領先等，這十多家老廠都分別已推出自己的跑車了，其中舊寶馬328更是世界第一款流線型低風阻的跑車。而後來對跑車影響最大的著名技師，平治的斐迪南·保時捷和愛快的恩佐·法拉利都塹露頭角了，較早一輩的斐迪南更開創了保時捷拖拉機公司。
歷史上跑車有過三次高潮和退潮。一戰後跑車普及到大蕭條和二戰沒落，當時主要發展國家是美國、英國、法國、德國、義大利、荷蘭。後來荷蘭事實退出國際跑車市場。二戰復完，法國的賽車運動仍然發達，可是刻意被設計出來並以跑車為名的街車卻被本國法令打壓沒落了。德義的兩大跑車名牌汽保時捷和法拉利的成就與林寶堅尼首創真正的超跑，在德義壟斷了跑車的高檔市場同時，英日兩國則佔領了小型跑車的市場，美國則以大型的轎跑車和高性能房車見稱。到第一次石油危機和空氣汚染禁售含鉛汽油時跑車二次退潮了。冷戰晚期到金融海嘯間，因為全球化使世人見識到量產型跑車的魅力和被賽車運動所吸引，英日德義等四國的跑車流向各地。直到金融海嘯才退潮，但一些新發展汽車工業的國家卻打進這個市場。而跑旅的出現過使一些消費者和廠家注意力轉移到這個新興的亞種類上。

### 當代跑車簡要
早期的跑車多為手動變速器，自動變速器由於使用液體傳輸的扭力轉換器，在傳輸扭力時損耗過大，且無法快速隨著駕駛者的需求進行換檔，再加之早期自動變速器的技術落後，因此當時的跑車很少使用自動變速器。隨著汽車工業技術的更新發展，電腦化的全面運用，手動換檔和踩離合器的操作略顯麻煩，加之手動變速器對駕駛者的局限，利用電腦控制離合器和換檔的半自動變速器便被導入跑車的世界，其傳動結構和手動變速器無異，離合器和檔位都是靠電腦操作，可以自動換檔，必要時也能切至手動模式，而且電腦換檔比人工換檔更加精準。現在已經有部分跑車配備使用半自動變速器。
跑車出於對操控性能的考慮，多採用後輪驅動或者四輪驅動的驅動方式，只有早期極少部分的低價車款採用前輪驅動（FF），例如本田CR-Z、三菱Eclipse以及迷你Marcos，前置引擎前輪驅動的引擎位置在車頭，全車重心集中於前軸，加上驅動輪又是前輪，靜止起步時擁有較佳的爆發力，且在制動時由於重心前移，理論上制動性較佳，但過彎時轉向不足，讓過彎效果受限，因此大部分跑車並不採用。前置後驅（FR）為跑車中早期最常見的驅動方式，但現在只剩少數的車款（多被前中置後驅取代），例如亞士頓馬丁Rapide，其引擎位在車頭，前軸仍具備絕對的配重，制動性不減，不過是靠後輪驅動，靠傳動軸將引擎的動力傳輸至後輪，後輪驅動會利用加速時重心後移增加後輪的抓地力提升加速性，由於採用前置後驅的車容易出現轉向過度，所以軸距和輪距多半較長以增加過彎時的穩定性和操控性。現今大多數的車款都使用中置後驅（MR），中置後驅又分為前中置後驅（FWD）和後中置後驅（RWD），前者最常見，例如賓士SLS AMG、凌志LFA和日產Fairlady Z，後者也不少，例如法拉利458 Italia和保時捷Cayman，還有少數的車款是採用後置後驅（RR），例如保時捷911。也有不少跑車採用四輪驅動（4WD），例如愛快羅密歐Brera、奧迪R8和藍寶堅尼Gallardo。
當代跑車的引擎能有強悍的引擎輸出，同時配備優秀的懸吊系統和制動系統，而且車身設計符合空氣動力學降低風阻係數的要求。除此以外，跑車都很強調輕量化，以提高馬力重量比，現時很多跑車都應用了碳纖維材料。跑車的性能標準是賽道圈速，直路極速、直路加速度，以及操縱的靈敏性。現時車壇上其中一个較著名的標準是紐柏林賽道成绩。測試的方式是在同一段賽道上測試圈速。

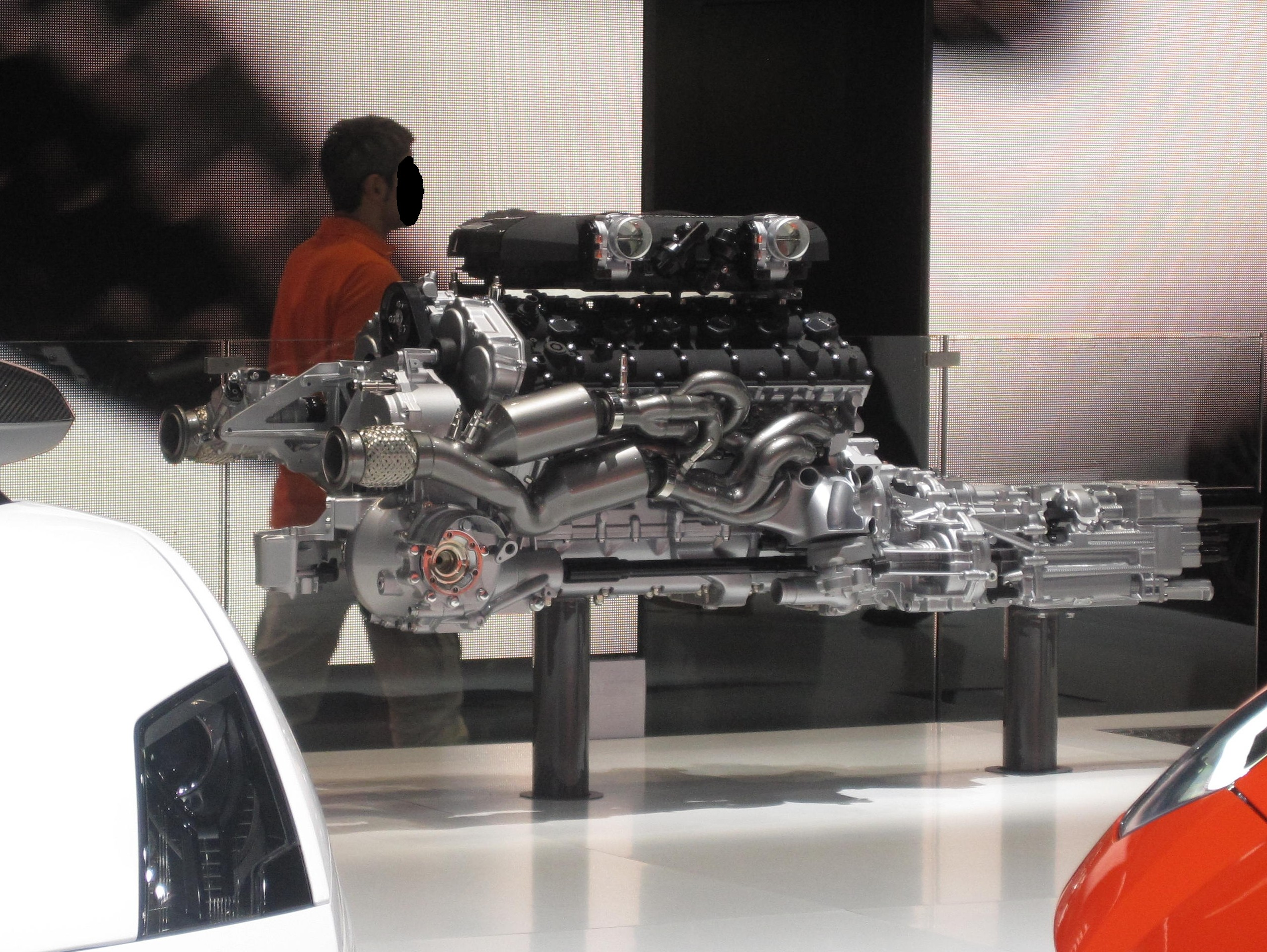
超级跑车Lamborghini Aventador 的引擎
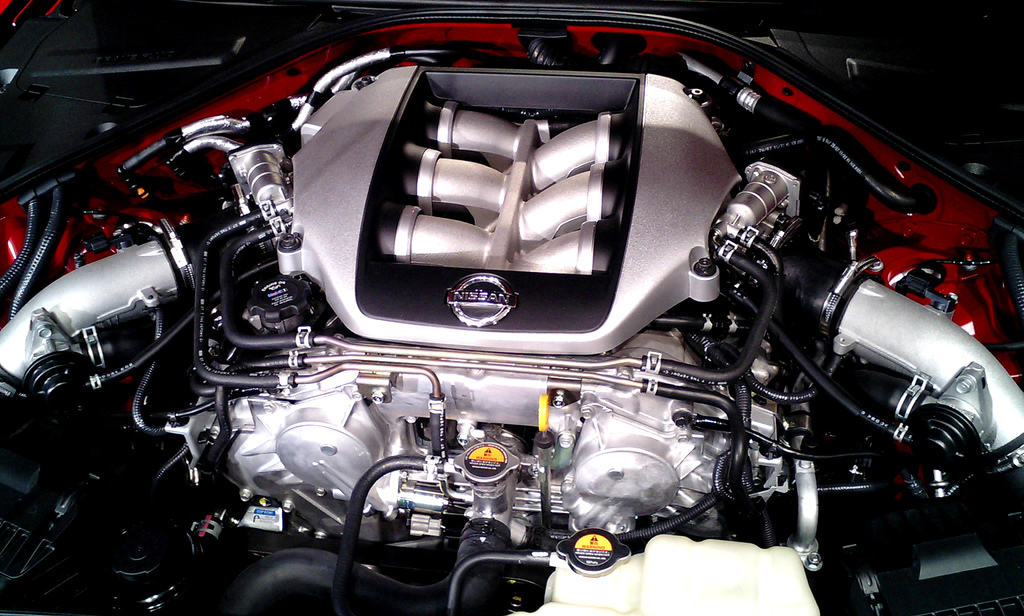
超级跑车GT-R的引擎为VR38DETT 3.8升DOHC V6双并IHI涡轮增压，日产第一款GT-R的VR38DETT引擎是基於日產VQ系列引擎，在6,400rpm轉速下可以产生480-550ps的峰值馬力。
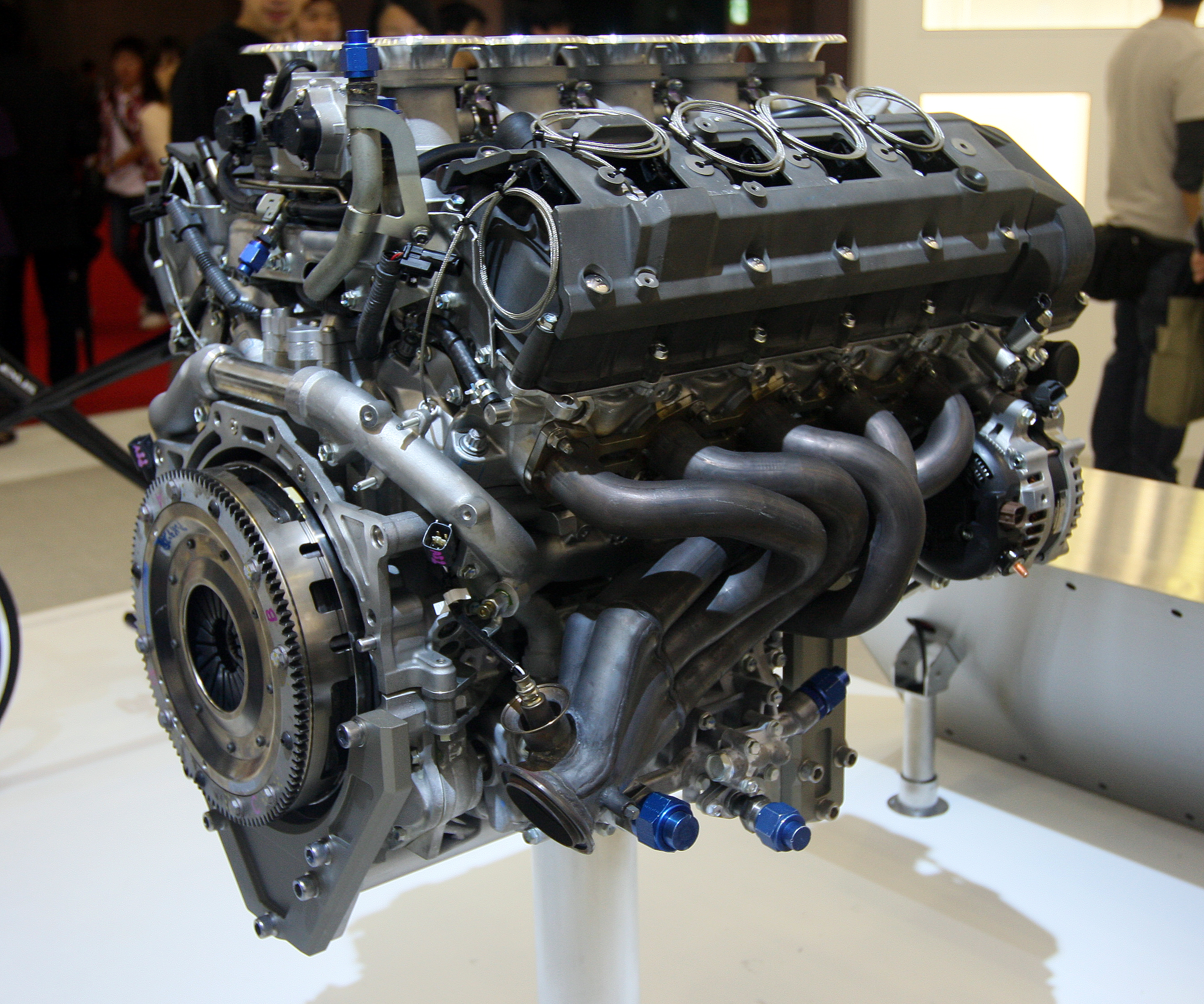
超級跑車LFA所搭载的丰田1LR-GUE V10自然进气引擎

## 各國跑車業歷程
雖然汽車工業大國的科技水平相近，而且汽車所用的多半是些非專利或保密性的科技，但實際上各汽車工業大國不等於跑車工業大國。因為是受到其交通法例和車廠融資條件所局限或鼓勵其發展其他產品，即使沒有這些限制也因本國市場不同而發展出不同風格的跑車。

### 美國

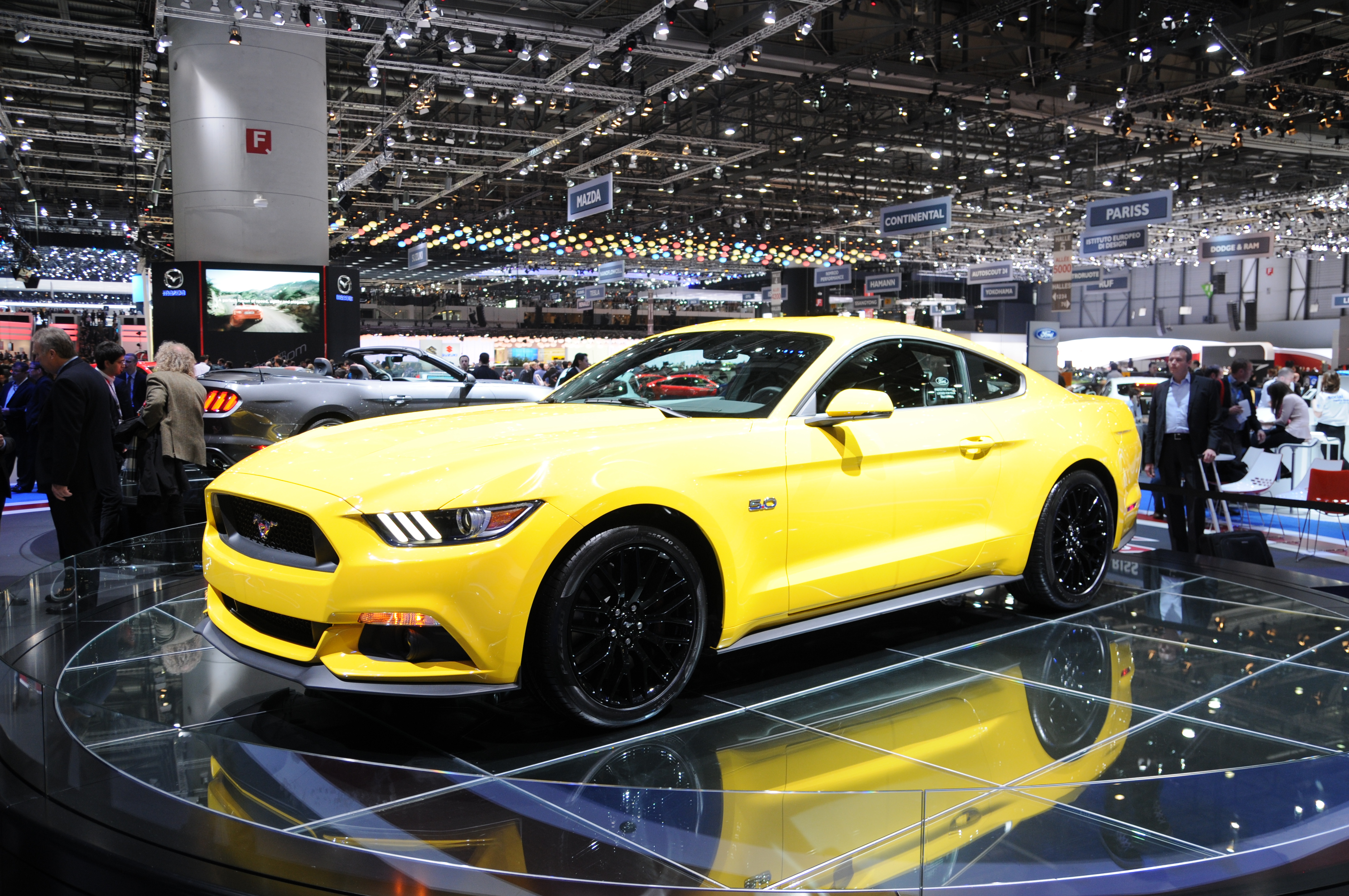
Ford Mustang VI

美國因為汽油價格平宜，是世界第一個把汽車普及的國家，更一度的汽車之國而人均生產和佔有汽車的比率仍然高於歐洲平均數，底特律也是以往的汽車城，在二戰時美國所受的損受較小，使得在昇平氣象下發展出一系列有獨特風格的路線，便是多數轎車都有像跑車的雙門構造。但在地廣人稀的美國就未盛行過純種跑車和小型跑車。雖當地有盛類似的平價高性能轎車，這類車也被稱為美式肌肉車或小馬車。例如雪佛蘭科邁羅、道奇Challenger和福特Mustang，但其尺碼與排氣量是很大的，僅在當時美國汽油補貼下產生了中價大型車市場，即使在石油危機後的新小馬車仍然屬於中型車。僅能算是簡化了的一般中排氣量的轎跑車而已，不宜視為小型跑車，而小跑車的優點與特性在這類地區也較無用武之地。話雖如此，日系小跑車和歐系鋼砲在美國市場也有生產販售，雖反應不如美式肌肉車熱門，但平價設定仍爭取到不錯的接受度。而美國因為較多很長的直路，所以反而給超跑有很多機會發揮全力，所以美系純種跑車是少數，甚至有一段時間僅有雪佛蘭科爾維特一款，但進化就直接發展了美系超跑的代表作。而吉普汽車在1981年首創了運動休旅車，不同在油價貴和國土較狹的英國，新車系EAGLE得到成功並成為吉普公司所屬的美國汽車公司/AMC平反敗局的新產品，當時事業蒸蒸日上的佳士拿更併購了美國汽車公司，而運動休旅車也被認為是新的跑車和豪車的類型了。

### 英國
戰後英系跑車主攻中小型的平價跑車，又有別於日本的小型跑車文化和風格。因為有日本所缺少的半手工業方式生產的專做中小型跑車的中小型車廠，採用像德義用做大型超跑般高精度的標準制造較小的跑車。
其中更以蓮花汽車最能代表當時英國的中高檔跑車，並以低油粍下的高性能取下了林寶堅尼成為世界第三跑車名廠的地位，並藉電影鐵金剛勇破海底城廣為人知的。而其成名作的蓮花7型是外觀像方程式賽車的平價小型跑車，沒有車門車窗車頂等構造的完全輕量化的設計，其授權仿制車生產至今，並影響了日後一部分英國超跑的風格。
但實際上英國早年最成功的跑車MG汽車的小型純種跑車MGB，產銷量達五十萬輛之多，還有前身的MGA和小型版Midget皆產銷量過十萬的，MG跑車成為五十到七十年代大英國協成員的青少年的夢想車，也是香港人的第一代飛仔車。
英系小型跑車中最大的突破是由英國汽車公司推出迷你，其系列有原厰的高性能的轎跑車Mini Cooper/ Cooper S （使用創立人工程師谷巴的姓起名）和Mini Clubman/ 1275GT，可算是Hot hatch或Sport compact的原型，但就局限於單一品牌的單一車系內。
而當時的英系的大型高性能轎車的積架和賓利與阿斯顿·马丁等又多半過分奢華和高價，是真正在字面上的豪華旅行車，以大型車的姿態，對於英國的道路情況就過於霸道而難以發揮。
英國的賓利在二十年代首先發明了超跑這個術語自我宣傳，但因為該廠後續淪為勞斯萊斯的副品牌達數十年，英國人多年都不願意提這種誇張的話語。
英國的第一種現代超級跑車就較難考究，因為早在晚六十年代便有款非常之快的車AC Cobra，可是產量稀少而且由美國組裝的所以產地含混，也有人定義是美國第一部超跑兼當時最快的肌肉車。也有認為是蓮花搶佔了林寶堅尼市場的Esprit，但它的速度還不如早十多年的Cobra。但1992年的積架XJ220第一款公認的英國超跑，並打破了保時捷的959/Yellow bird車系世界最快量產型汽車的直線極速記錄。
而在1980年代，路虎開創了運動休旅車，以擁有接近小型跑車的運動性能，不只擁有旅行車的舒適和寬敞可以坐上六七甚至八個人，更有越野車般高通行能力。可算是集歷來所有轎車的精華。可是當時來說價錢實在太貴，所以起初沒有引起太多人購買，反而做成廠家的困難。
可是即使英國的汽車技術如何發達，但上世紀末英國本地汽車業的母廠普遍經營不善，主要原因是小廠牌過多， 超過了百家的地步，後雖然利蘭合併過但仍然堅持以獨立品牌的姿態出廠銷售，使到其售後服務不佳。更競爭不過外國車，而紛紛賣給了外國。包括上面各家在內的大部分廠家面臨停產需要向海外集資，以被外國同業併購的姿態才能回復生產。但其卓越的性能和極高度的品質使人留下深刻的印象，輝煌的歷史和安全的名聲更是新興汽車大國的中印所最急需要的資產, 結果英國跑車成為中印唯一可以抗衡德義日跑車的的手段，紛紛被中印車企所拼購，算是傳統上發達國家在發展中國家設廠的反例，變成了發展中國家貼錢給發達國家造車了。
現在英國最有影響力的專做跑車和賽車的廠家，是仍然由英資主導的邁凱倫汽車，取代了蓮花和林寶堅尼成為世界第三大跑車專家，但其創立人布魯斯·麥克拉倫本身卻是紐西蘭人。

### 法國
戰後法國對汽車業界訂了一系列苛刻的法例妨礙跑車和豪車的發展，以保障業界集中精力發展市場廣大的經濟型車，客觀上也使法國汽車業發展很平穩而沒有太多的驚喜。法國雖然不像蘇聯敵視所有的轎車，並認同了一般人擁有轎車的權利，並且賽車運動持續發達並經常在比賽中擊敗的德義日英等戰後的跑車大國，實際賽車的技術被融合入了普通的國民車中，以標準的經濟型車來說法國車的操縱性上其實常比其他國家的同類產品好。但法國除了那些早被逼結業的阿爾派或布佳迪外，幾乎唯一「合法」的國產跑車便是經濟型車的轎跑車即上文所說的Sport compact，但始終停留在由經濟型車的跑車化上，外觀也看不出有何特別。但在國人經常買外國的跑車下，法國的賽車和跑車品牌阿爾派汽車被雷諾所拼購和消失多年後，雷諾才再度把其復興了，而布佳迪則被德國福斯併購下復業。

### 義大利
恩佐在二戰後創立了法拉利，成為了當時至今國際上兩大(另一即德國保時捷)主要做跑車品牌之一。
到1966年新興的專做跑車品牌的林寶堅尼推出了Miura，可以算是第一部在一般人眼中的超級跑車，成為兩廠的最大挑戰者。雖然超跑成為了汽車業的明星產品，而且連各大名廠也有做過類似的車，但在石油危機和環保需要禁用含鉛汽油使當時都沒有努力維持生產。法拉利堅持自然吸氣發動機優點是較易上手，早期以V6發動機的DINO車系，減少每個汽缸的容積(V6平均每個不過三百多毫升)便提高汽缸的利用率。到後來成為歷來最小的V8發動機，使到八十年代的208/308車系以兩三升的排氣量達到，成為歷來最低油粍但性能仍然超卓的法拉利超跑，並在對林寶堅尼與蓮花汽車的競爭中獲勝穩保了世界跑車銷量第二位的業績。
義大利的愛快汽車的愛快羅密歐Spider作為平價小型跑車南歐的代表，同廠在新世紀推出了4C車系成為中價跑車的名車。

### 德國

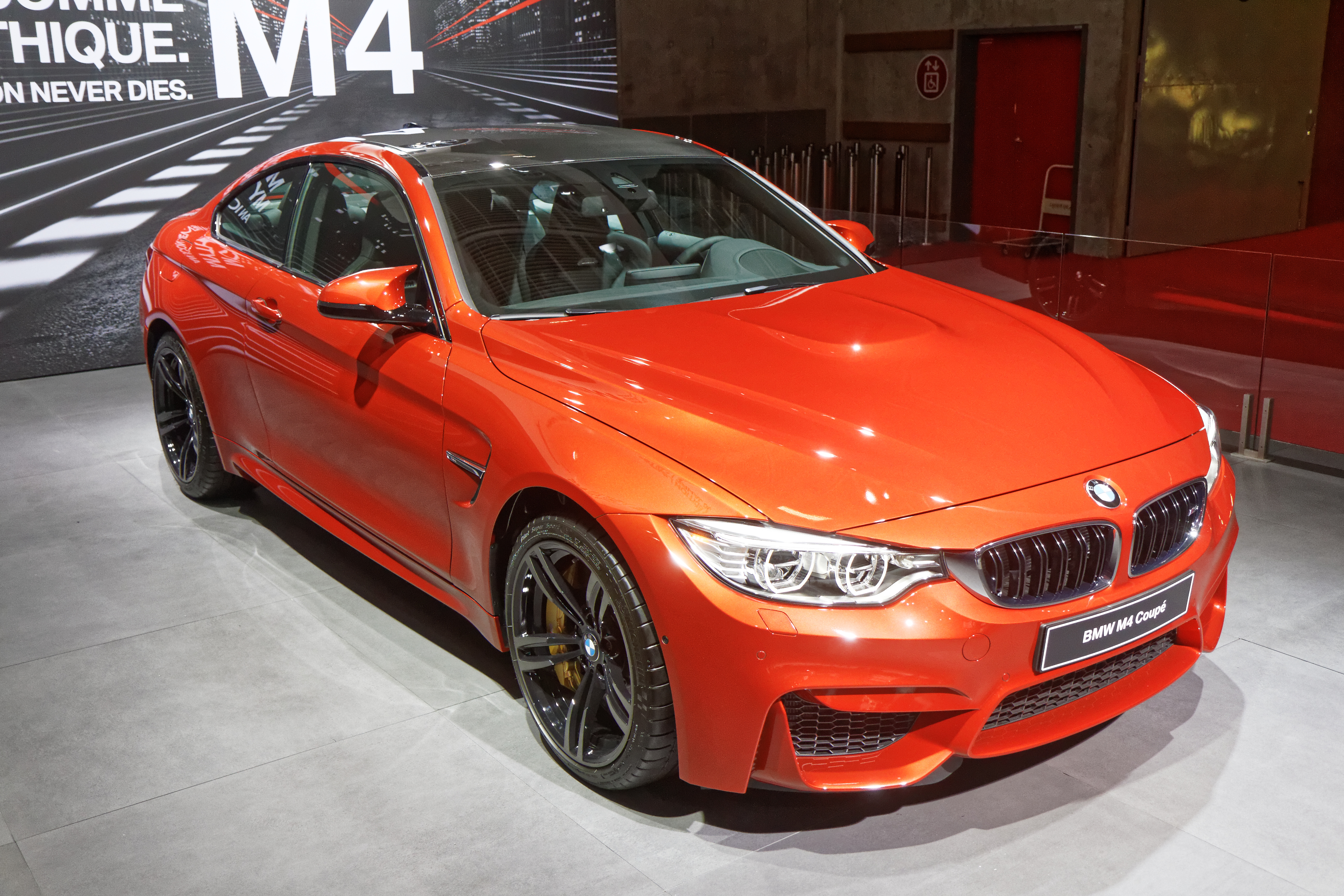
BMW M4

二戰後跑車熱潮再度堀起。斐迪南父子重開保時捷而轉向跑車，在超跑受挫時本來保守見稱的保時捷，突然一改作風大膽採用燃料噴射和渦輪增壓器等，傳統僅用在飛機上但汽車鮮有使用的新技術，可以在使用無鉛汽油時於原始設計老舊的911中等排氣量發動機上提供驚異出力。保時捷帶領了跑車界進入渦輪時代，成為世界最大的跑車專家，并曾經創下最快汽車速度記錄。並在新世紀初憑卡宴打進非傳統跑車類市場。
到九十年代，其他車廠也發展出自己的超跑，並和其他國家的超跑多次比試互有勝負。同期前後還有些新的小廠專做跑車或超跑。原來消化了在概念車和賽車的成果後，很多其他廠家都推出擁有或超過林寶堅尼Miura性能的原裝跑車，以建立本廠的高技術形像，而形成了一般國際性的跑車熱潮了。直到金融海嘯這般歷時約二十年的風潮才退卻，使到部分小廠結業而大廠再度退出超跑市場。可是超跑已經擁有了固定的市場，而在經濟恢復景氣後新世代的超跑也出現，最大的突破是最新一代超跑常採用電動車的方案，因為藉電動機起動和停車遠較內燃機快，所在在加減速上更有利轉彎更靈活，更不需要使用變速箱操縱控制。
德國早期的保時捷356、912、911T(早年車系的低價版)等等中下價名車，也可算是英國MG汽車和早期的日產Z系列的勁敵，但德義的小型跑車經常被同廠的超級跑車掩蓋了，銷路也不如英日的同類產品。
到新世紀歐洲普遍對小型跑車有興趣，因為一般人缺乏對難以駕馭與高粍油量的超級跑車的興趣，而現在的小型跑車實際上相當了六十年代的超跑的加速度和轉彎率了，僅在高速行駛時的穩定性性能稍遜超跑，實際上在路上即使忽略車速限制也難以開到接近極速，所以可能認為無必要購買極速更快的跑車。
近年歐洲市場開始盛行高性能小型掀背車（Hot hatch），一般認為是從福士高爾夫的GTI開始把經濟型轎車跑車化，臺灣業界常以其造型和性能特色暱稱其為鋼砲。鋼砲亦算小型跑車中的一種，多數開發是採用底盤共用方式而成的。歐系鋼砲目前主流是以渦輪增壓引擎搭配自手排變速箱和前置前驅的驅動方式，以猛烈的加速性和小巧靈敏的車身為賣點，典型代表有奧迪A1 Sport、迷你Cooper或迷你Cooper S Coupe和福斯Scirocco，其中不少車款成了現在新制世界拉力錦標賽參賽車款。
因為直接把經濟型車跑車化有其局限，超跑不只太貴而且對於一般愛好駕駛者也用不出其性能，所以廠方找到了較超跑低一檔的中小型純種跑車新市場定位了，成為了中檔跑車並回歸了跑車本來的定位，不是超跑的競技或炫耀也不只是經濟車的跑車化，而是主要攻遊樂用的第二輛車。如奥迪TT、寶馬的BMW Z4等。

### 日本

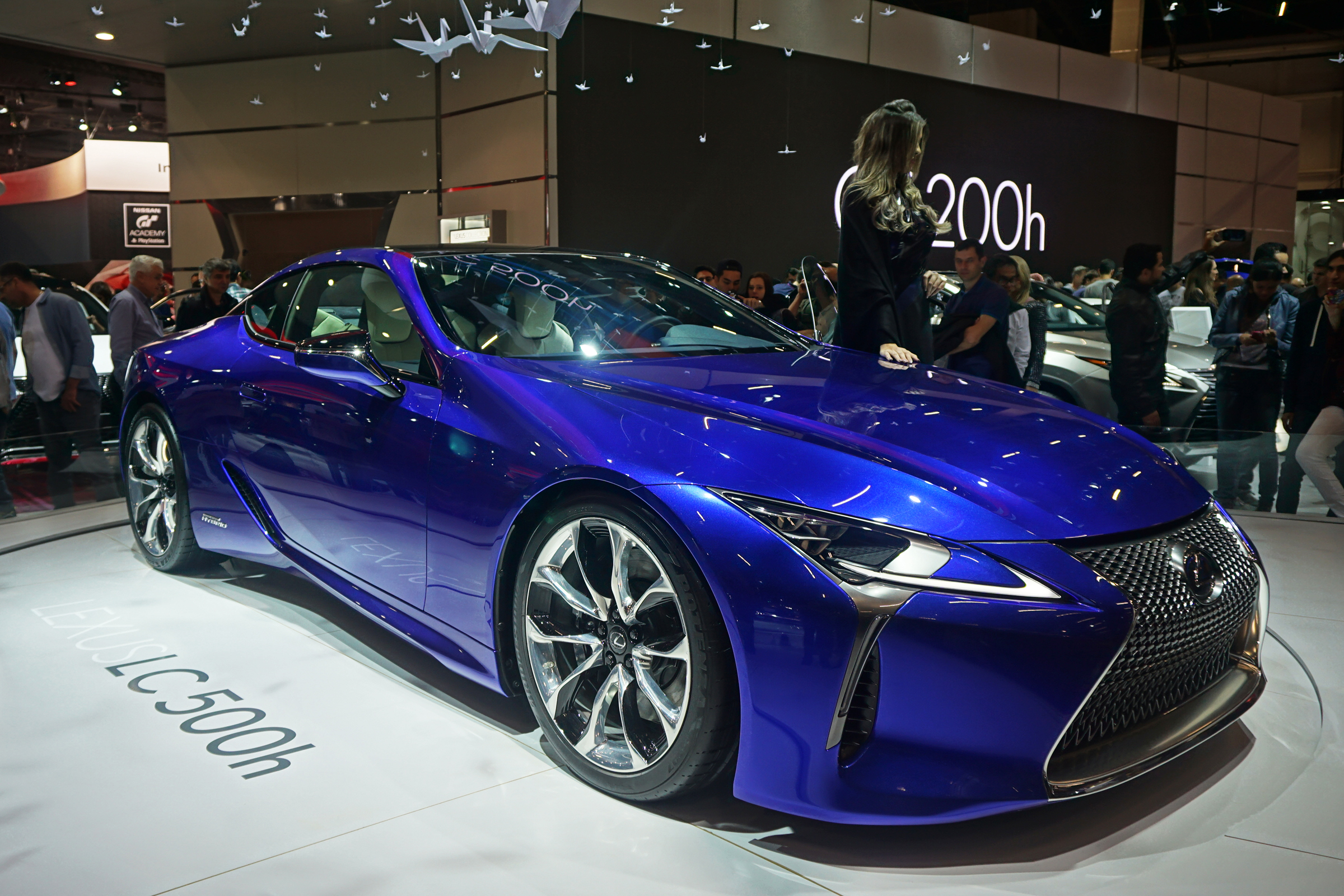
Lexus LC

日本汽車工業在60至80年代出現小跑車，並成功佔有國際市場的大部分，產銷量超過了德國同类車款。日本跑車當時以自然進氣引擎搭配手排變速箱和前置後驅的驅動方式，以輕量化車身和優異的轉向特性為賣點。當時日系跑車的代表有日產Silvia和豐田AE86或日產Bluebird等轎跑車，日產Z系列、馬自達MX-5和豐田MR2等純種跑車，另有較少數採用前置前驅的設計如三菱Eclipse。
日本政府對於成立汽車工廠的審批嚴格，而且對於汽車工業的監管程度較高，令日本的獨立跑車車廠難以生存，日本跑車幾乎都是汽車大廠屬下的賽車部門研发出产。日本歷史上的一些跑車車廠，如王子汽車等，都已被併購。80年代在日本跑車性能一度領先世界時，日本跑車工業卻受到「280君子協定」的限制，規定日本國內發售的轎車馬力不得超過280匹，變相限制了日本跑車的發展，日本跑車幾乎一度絕跡，到了2005年協定才被取消。另一方面，由於1990年後英國跑車工業滑落，日本跑車工業便轉移開發國外市场，以便繞過日本市場的「280君子協定」。该年本田推出了超跑本田NSX。
後來日本再度擁有全獨立性品牌，便是晚近的光岡汽車了。
在08年的美國金融海嘯後，豐田汽車停產了旗下所有跑車。速霸陸WRX和三菱EVO最初稱霸了轎跑車市場，後來連三菱日蝕與EVO亦停產了，僅餘鈴木Swift sport，和本田思域R-type。直到2010年代，日系跑車才出现新的車款，豐田推出凌志LC、豐田86、Supra、速霸陸BRZ，豐田86和其姊妹車速霸陸BRZ算是雙門四座小型跑車的復興作。本田亦宣告推出新的NSX和本田S660。
日產Z系列是現存唯一的日系中檔純種跑車，在本田NSX和凌志LFA停產後，日產GT-R一度成為日系超跑的代名詞，直到新一代的NSX投產為止。

### 其他國家
其他歐洲國家雖然也有相當發達的汽車工業，但較缺乏國際知名的大品牌，幾乎都是在生產外國品牌的車或其所需要的零件，即使是本國品牌多僅在本國或鄰國銷售。
瑞典的富豪汽車和薩博汽車較有知名度也推出了些跑車的，但如果以跑車而論瑞典的小廠科尼賽克卻有很多在賽車和創記錄的成績。而另一個專做跑車位於荷蘭的小廠世爵汽車卻利用金融海嘯得以入主了薩博，而世爵也是繼承了數十年前的同名車廠的名號和精神，被看成是荷蘭復興本國汽車品牌的成就，但仍然於2014年破產到次年才重新開業。西班牙內戰前，該國也有發達的汽車工業，當時最著名的車企品牌是Hispano-Suiza(現在被併購來生產飛機)，但之後衰落到西國汽車工業到八十年代才復興，現在最著名的西班牙汽車品牌是西雅汽車，但最著名的跑車是小廠出品的GTA Spano。在丹麥，國內唯一的汽車生產商Zenvo亦專門生產跑車。
傳統上社會主義國家敵視跑車或視轎車為奢侈品冷落其發展，而優先發展公共交通工具或軍車。冷戰結束後前蘇聯和東歐國家也發展了自己的跑車，但俄羅斯受到葉利欽時代和較晚的金融海嘯經濟不景的挫節，其Marussia被逼結業，而在羅馬尼亞的銳馬克汽車（Rimac Automobili）廠成功推出了自己的跑車。
澳大利亞的霍頓汽車在1968年推出第一款國產跑車Monaro，但霍頓汽車已經全面停產和改做代理和維修外國汽車。最近更正式宣佈結束營業了。

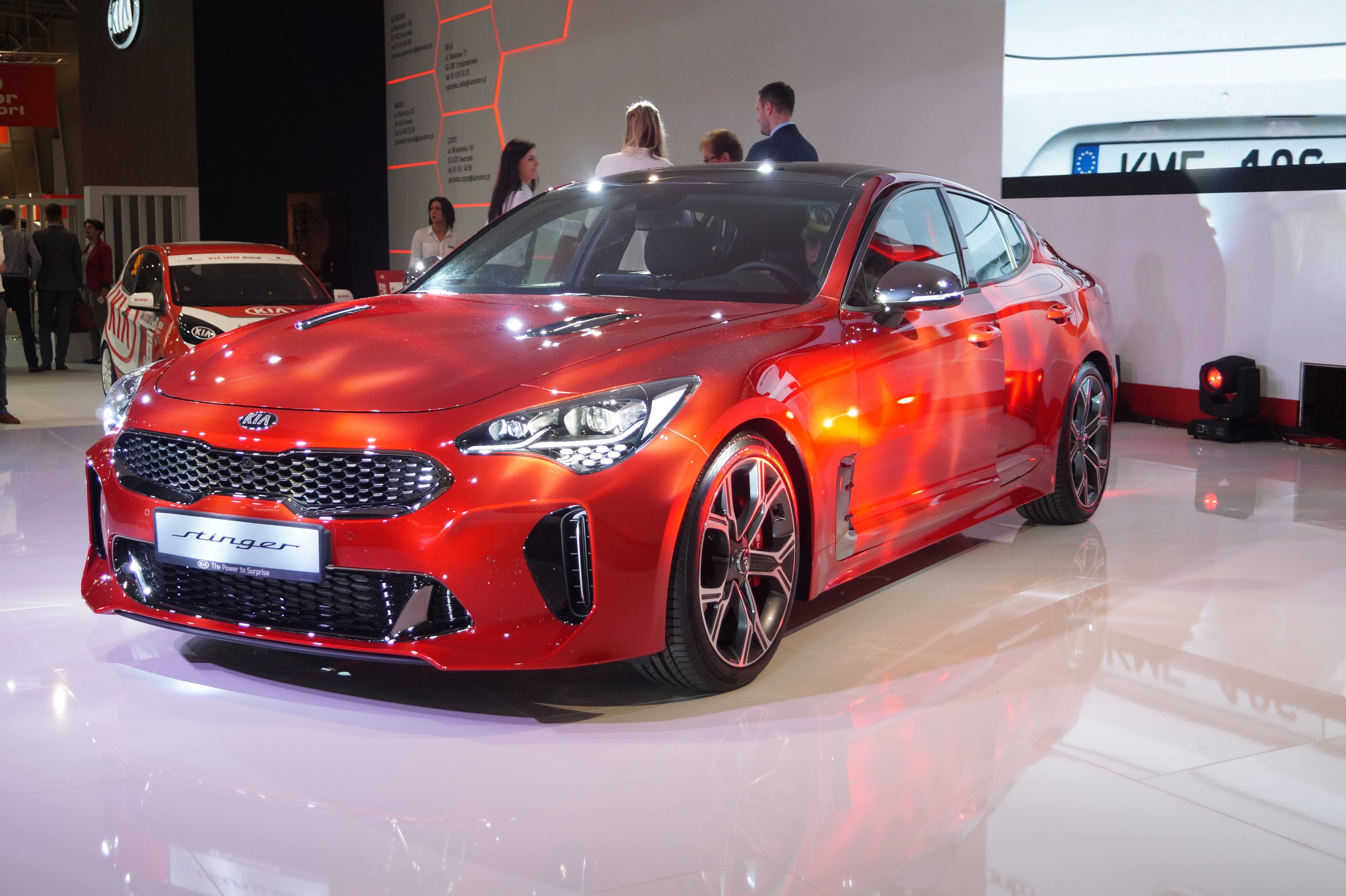
Kia Stinger

韓國戰後汽車工業有長足的發展，到漢江奇蹟後汽車工業更發展到外銷的地步，在上世紀末更已晉身發達國家的地位，有相當成熟的汽車工業。而從一九八八年韓國現代汽車推出第一款國產跑車Scoupe。
中国大陆近年来亦出现不少国产跑车车型，其中多数是新能源车，代表为蔚来EP9、红旗S9、仰望U9、昊铂SSR、哪吒GT等。

## 著名的標準
因為一種高知名度的跑車不一定出於著名專做跑車的廠牌，而生產經濟型轎車聞名的車廠也有其代表作的跑車，反之也有些以做跑車聞名的廠家生產其他車型，所以說什麼著名跑車，有人以廠牌標榜或反過來貶低非跑車專家所生產的跑車都不正確的。故以下有用品牌和車系與車款來介紹各種高知名度的跑車。

### 知名的品牌或車系或車款

#### 知名的跑車品牌
當代的有德國的保時捷，英國的蓮花汽車與邁凱倫汽車，義大利的法拉利和林寶堅尼等，皆戰後才崛起的專做跑車的中型車廠品牌。早期結業的專做跑車的車企產品，如Amilcar 、Delahaye、Avions Voisin、Duesenberg、Stutz等，多被留在博物館或收藏家珍藏而不會在市面買到，而其價值主要是歷史和觀賞而非性能。近年停產的跑車名牌在大中文地區都是鮮見的如迪湯馬素(De Tomaso)或威兹曼(Wiesmann)，還有如布加迪、世爵汽車、阿爾派汽車停產數十年後，其品牌被買下，生產全新的同名跑車。凱旋汽車公司則在兩期中間的上世紀八十年代被拼購後新主人寶馬擱置其品牌新車至今。其中現時跑車名牌第一位的保時捷後來升格大廠牌並產品多元化，相對便是一部分不只做跑車但以跑車聞名的品牌，如美國的雪佛蘭和道奇汽車，英國的MG汽車和積架，義大利的瑪莎拉蒂和愛快汽車，最近的速霸陸雖然多元化但車事實佔領了日系小型跑車市場，都可以歸屬這類把跑車當招牌產品的車企。但皆視跑車本身是時尚潮流的一部分，較偏好不斷地改款和變更車系名稱的，除了911和雪佛蘭科爾維特是作為數十年的老車系聞名，一般人只知道品牌而多不知車款車系名稱。而這類廠家都以跑車專家自居，都是有煌輝的賽車和測試記錄，產品較重競速和炫耀的色彩，並把品牌包裝成跑車名牌，常常以超跑稱呼旗艦車。為了和跑車名牌抗衡各家產品多元化的大廠，也成立了些跑車化的亞品牌，如賓士的AMG，但這類品牌的知名度既不如原本的主品牌，也不如以跑車聞名或專做跑車的品牌。而寶馬在車企中對跑車態度最另類，便是使所有的轎車都有其他同級競爭對手更有「運動」色彩。

#### 最高知名度的車系
最典型的例子是德國的保時捷911和美國的福特野馬與雪佛蘭科爾維特，或日本的跑車車系(而非品牌)，如日產GT-R和淑女型、 速霸陸WRX和豐田86、 Supra與本田NSX，生產的原廠都是些知名已久的大車企跨國公司，甚至可謂家傳戶曉的汽車名牌，但產品都是多元化的，以上都是該品牌最受歡迎的跑車車系，具有悠久和輝煌的歷史和驚人的銷量，但嚴格不是同一車系而是使用了相似名稱和外觀的歷代繼承車系的總稱，而日產、豐田、福特本身都不是以跑車聞名，所以更要突出車系本身的地位，以別於本廠其他車的定位，而非跑車出身反而才是其賣點，即標榜其是名牌跑車。尤其是日本汽車工業的制度傾向於淘汰專門做小眾車型或客制化的小廠，信貸制度偏愛傾向於產品多元化總產銷量高的大廠，故未出現專做或主要做跑車的名牌，唯近年的速霸陸近似小型跑車的名牌，而是在豐田、日產、本田等，三大世界級產品完備的名廠下做的跑車。歷史上停產了的著名跑車車系有，英國的MGA/MGB，日本的豐田Celica和、日產Silvia、三菱EVO，德國的保時捷356，義大利的愛快羅密歐Spider等。

#### 普及率高的車型
用普通的轎車發展而來的高性能轎車或轎跑車，外觀和名稱和原車系相似，因為原車系的知名度更高，所以平時說該車就是指標準版本，僅車系內部分車型是廣為人知的跑車車型，所以定位和名牌跑車或跑車名牌概念不同，不過分強調耀炫和競技的外表下，擁有高性能而滿足司機的駕駛樂趣。這類車的生產商都是些知名的國際性大車企，但這類車的設計原意並非跑車，所以可以和經濟型轎車共用大部分部件。現時生產中跑車車型有，日本的本田思域R-TYPE。德國的福士高爾夫GTI。英國的新迷你跑車，法國的雷諾Clio 200和Twingo與標緻RCZ和同集團的雪鐵龍C4轎跑車。義大利的愛快羅蜜歐的MiTo的跑車化版本，美國的福特Fiesta與Focus的跑車化版本。已停產的早期僅以一個車型聞名的跑車有迷你谷巴/1275GT、豐田AE86、寶馬2002等。至於在運動或跨界休旅車型中最紅的是凌志LX和Range Rover Sports。

### 著名廠家和其代表作
以下是列出該廠最著名的不超過三名代表車款。
- Alfa Romeo愛快羅密歐-義大利。著名車款：33 Stradale（英语：Alfa Romeo 33 Stradale）、Brera、8C Competizione。
- Aston Martin奧斯頓馬丁-英國。著名車款：DBS、Rapide、One-77。
- Audi奧迪-德國。著名車款：TT、R8。
- Benz賓士-德國。著名車款：SLR McLaren、SLS AMG、SL65 AMG Black Series。
- Bentley賓利-英國。著名車款：Continental GT。
- BMW寶馬-德國。著名車款：M3、M4、Z4。
- Bugatti布卡提-法國。著名車款：Veyron 16.4、Chiron。
- Chevrolet雪佛蘭-美國。著名車款：Corvette科爾維特、Camaro科邁羅。
- Cadillac凱迪拉克-美國。著名車款：CTS-V。
- Dodge道奇-美國。著名車款：Viper、Charger、Challenger。
- Ferrari法拉利-義大利。著名車款：Enzo、法拉利458 Italia、LaFerrari(F150)
- Ford福特-美國。著名車款：GT、野馬 Mustang。
- Honda本田-日本。著名車款：NSX、CR-Z、S2000。
- Hyundai現代-韓國。著名車款：Scoupe（英语：Hyundai Scoupe）、Coupe（英语：Hyundai Coupe）、Veloster（英语：Hyundai Veloster）
- Jaguar捷豹-英國。著名車款：C-X17、XK（英语：Jaguar XK）、F-Type。
- KIA起亞-韓國。著名車款:Stinger GT
- Koenigsegg科尼賽克-瑞典。著名車款：CCR、CCX、Agera R。
- Lamborghini藍寶堅尼-義大利。著名車款：Gallardo、Reventón、Aventador。
- Lancia領先-義大利。著名車款：史達靈（英语：Lancia Stratos）、Monte Carlo（英语：Lancia Monte Carlo）
- Lexus凌志-日本。著名車款：LFA、LC。
- Lotus蓮花-英國。著名車款：Evora、Elite、Elise。
- Maserati瑪莎拉蒂-義大利。著名車款：MC12、GranTurismo。
- Mazda馬自達-日本。著名車款：MX-5 （Roadster）、RX-7、RX-8。
- McLaren麥拉倫-英國。著名車款：MP4-12C、 F1、P1 。
- MG汽車-英國。著名車款：MGB、MG Midget、MG TF。
- Mini迷你-英國。著名車款：Cooper S Coupe、Marcos。
- Mitsubishi三菱-日本。著名車款：GTO、Lancer Evolution、Eclipse。
- Nissan日產-日本。著名車款：Silvia、Fairlady Z（即370Z及其前身的總稱）、GT-R。
- Pagani帕加尼-義大利。著名車款：Zonda、Huayra。
- Peugeot寶獅-法國。著名車款：RCZ。
- Porsche保時捷-德國。著名車款：911、Cayman、918。
- Renault雷諾-法國。著名車款：Megane RS。
- SSC西爾貝-美國。著名車款：Ultimate Aero Twin Turbo、Tuatara。
- Subaru速霸陸-日本。著名車款：Impreza WRX STI、BRZ、Alcyone SVX。
- Toyota豐田-日本。著名車款：2000GT、Supra、86（亦GT 86）。
- Volkswagen福斯-德國。著名車款：Scirocco。
- Volvo富豪-瑞典。著名車款：C30 D4 R-Design、C70。